# Pentagenia
Pentagenia là một chi côn trùng thuộc họ Ephemeridae.

## Các loài
Chi này có các loài sau:
- Pentagenia robusta